# Alexander Wurz
Alexander Wurz (Waidhofen an der Thaya, Austrija, 15. veljače 1974.) je austrijski automobilist. Natjecao se u Formuli 1 od 1997. do 2007. Također, Wurz je dvostruki pobjednik utrke 24 sata Le Mansa.
Osim kao vozač, Alexander Wurz je u Formuli 1 radio i kao momčadski test-vozač.
Alexander je drugi sin bivšeg austrijskog vozača rallycrossa, Franza Wurza, koji je osovjio Europsko rallycross prvenstvo 1974., 1976. i 1982. godine.

## Karijera

### Biciklizam

#### BMX
Alexander Wurz se najprije okušao u Svjetskom BMX prvenstvu koje je osvojio 1986. To mu je bio temelj za "izgradnju" fizičke sposobnosti potrebne za motosport. Wurz se 2000. nakratko vraća svojim biciklističkim korijenima, nastupajući na mountn-bike natjecanju zajedno sa sunarodnjakom Markusom Rainerom. Nastupao je u momčadi Rainer-Wurz.com, koju su među ostalima sponzorirali McLaren, Siemens i Cannondale. Biciklisti su bili višestruki svjetski prvaci.

### Automobilizam

#### Počeci
Kao i većina Formula 1 vozača, i Wurz je svoju karijeru započeo na karting natjecanjima. 1991. natjecao se u Formula Ford prvenstvu, a 1993. se prebacuje na njemačko prvenstvo Formule 3.
1996. nastupao je u DTM prvenstvu kao član momčadi Joest Racing, vozeći Opel Calibru. Također, iste godine je osvojio utrku 24 sata Le Mansa, zajedno s klupskim kolegama Davyjem Jonesom i Manuelom Reuterom. Tako je Alexander Wurz postao najmlađi pobjednik te utrke, a taj rekord drži i danas.

#### Formula 1

##### Benetton (1997 - 2000)
Wurz je debitirao u Formuli 1 15. lipnja 1997. na Velikoj nagradi Kanade, vozeći za momčad Benetton. Tada je nastupao kao zamjena Gerhardu Bergeru koji je bio odsutan zbog bolesti. Wurz je sve impresionirao na svojoj trećoj utrci (VN Velike Britanije) osvojivši podij. Berger se vratio momčadi na Velikoj nagradi Njemačke koju je osvojio, dok je Wurz nastavio s poslom momčadskog test vozača.
Međutim, sljedeće godine, Wurz je dobio priliku natjecanja u F1 kao momčadski vozač Benettona zajedno s novim klupskim kolegom - Giancarlom Fisichellom. Dobrim startom na početku sezone 1998. predviđena mu je svijetla budućnost te je privukao pažnju Ferrarija. Međutim, Wurz se u tri sezone provedene u Benettonu nije pokazao kao vozač za sam vrh Formule 1. Tek je u svojoj prvoj sezoni u talijanskoj momčadi ostvario zapažene rezultate kao što su ukupno 4. mjesto u pet utrka sezone.
Wurz je sezonu 1998. završio na 8. mjestu s 17 bodova. Ispred njega bio je Heinz-Harald Frentzen s istim brojem bodova, dok je iza njega na tablici vozača, bio njegov klupski kolega Giancarlo Fisichella s jednim bodom manje. 
Na utrci Velike nagrade Monaka 1998., Wurz je dugo vremena bio drugi, iza Michaela Schumachera. Njegove nade da će prestići Schumachera "nestale" su kada mu je prilikom udarca u Nijemčev Ferrari uništen prijenos, zbog čega je morao odustati od nastavka utrke. S druge strane, Schumacher je utrku završio na 10. mjestu.
Sezonu 1999. Wurz je završio na 13. mjestu sa svega 3 osvojena boda, dok je sezonu 2000., svoju posljednju u Benettonu, završio na 15. mjestu sa svega 2 boda.

##### McLaren (2001. – 2006)
Budući da u sezoni 2001. nije mogao pronaći momčad u kojoj bi nastupao, Alexander Wurz je u McLaren Mercedesu radio kao treći vozač, odnosno test-vozač.
U travnju 2005. ozlijedio se McLarenov vozač Juan Pablo Montoya te je Wurz nastupio na Velikoj nagradi San Marina gdje je završio kao četvrti. Međutim, jer su kasnije diskvalificirani oba vozača BAR Honde, Wurz je zasjeo na trećem mjestu. Time je ostvario unikatni rekord, jer nijedan vozač u povijesti nije toliko dugo čekao da ponovo stane na podij. Wurzu je trebalo osam godina da to ponovo ostvari. Njegova vožnja u Imoli bila je posebno istaknuta jer mu nije bilo ugodno voziti u bolidu a ponekad je morao voziti i s jednom rukom.
Iako je potpisao s McLarenom kao test-vozač, Wurz je bio željan vratiti se u utrke. S vremena na vrijeme pojavljivale su se glasine o njegovom povratku u Formulu 1 kao vozač. Jedan od razloga zašto se nije vratio bila je njegova fizička veličina (visina od 186 cm). Budući da je sportska javnost bila sigurna da će Wurz voziti u austrijskoj momčadi Red Bull Racing u 2005., dizajneri McLarena su zanemarili njegovu veličinu, tako da je fizički teško ulazio.
Osim s Red Bull Racingom, Wurza se već ranije, 2003. povezivalo s momčadi Jaguara. Međutim, McLarenu je Wurz bio veoma potreban, tako da je momčad blokirala njegov odlazak u Jaguar. Tako je Wurz nastavio raditi kao test-vozač te na poslovima razvojno-upravljačkog programa. Tako je Jaguar dao priliku vozaču Antôniju Pizzoniji, prije nego što je doveden Justin Wilson.

##### Williams (2007.)
Wurz je početkom 2006. potpisao za momčad Williamsa u kojoj je bio rezervni treći i test-vozač. 3. kolovoza 2006. najavljeno je kako će Wurz zamijeniti Marka Webbera kao službeni vozač momčadi. Tako je Wurz prvi puta od 2000. godine postao timski vozač neke F1 momčadi. Momčadski kolega bio mu je Nico Rosberg. Na Velikoj nagradi Monaka, 27. svibnja 2007. Wurz je s Williams ostvario prve bodove, završivši utrku na 7. mjestu. Na Velikoj nagradi Kanade, 10. lipnja 2007. ostvario je 3. mjesto, a time i svoj treći podij u karijeri. Iako je na početku utrke oštetio stražnje krilo bolida, uspio je izboriti mjesto na podiju.
Ista nesreća dogodila mu se na Velikoj nagradi Europe, no nije uspio prestići konkurenta Marka Webbera. Wurz je na utrci osvojio jedan bod, te su se zbog toga pokvarili odnosi između njega i timskog kolege Nica Rosberga.
Na Velikoj nagradi Brazila, Wurza je u Williamsu zamijenio tadašnji test-vozač Kazuki Nakajima.
U kvalifikacijama za Veliku nagradu Japana, Rosberg je započeo na 16. mjestu, izgubivši prethodno 10 mjesta zbog promjene motora na bolidu tokom treninga. Wurz je započeo na 18. mjestu zbog istog razloga.
8. listopada 2007., Wurz je najavio svoje vozačko povlačenje iz Formule 1, tako da je Velika nagrada Kine bila njegova posljednja utrka.
Na službenim web stranicama Formule 1 objavljeno je: "Williamsov vozač Alexander Wurz povući će se iz Formule 1 s trenutačnim učinkom". Wurz je također u medijima izjavio "da se zahvaljuje svojoj obitelji i navijačima, svima u AT&T Williams momčadi, svojim prethodnim momčadima kao i medijima, za njihovu potporu tokom njegove karijere u Formuli 1. Nastavit ću s utrkama, možda u Le Mansu ili drugim kategorijama a jedan dio svojeg slobodnog vremena posvetit ću važnoj temi, a to je sigurnost na cestama".

##### Honda (2008.)
Napustivši aktivnu vožnju u F1, Wurz je u sezoni 2008. radio kao Hondin test-vozač. Isti posao radio je i 2009. ali u pobjedničkoj momčadi Brawn GP.

#### 24 sata Le Mansa

##### Peugeot (2008. - danas)
Alexander Wurz se 2008. nakon 12 godina vraća u svijet 24 sata Le Mansa. Potpisao je za momčad Peugeota s kojom se natjecao u kategoriji 1000 km od Spa.
U sezoni 2009. osim Wurza, momčad Peugeota činili su Marc Gené i David Brabham. S tim sastavom Peugeot je te godine osvojio naslov prvaka Le Mansa. Također, bila je to Wurzova druga pobjeda u 24 sata Le Mansa nakon 1996. Time je vozač kao i u Formuli 1, ostvario rekord u vremenskoj razlici. Naime, prošlo je 13 godina od Wurzove prve i posljednje pobjede.

## Timski menadžment

### Team Superfund
Wurz je 31. svibnja 2009. najavio ulazak vlastite momčadi - Team Superfund u Formulu 1. Međutim, komisija je odbacila prijavu. Team Superfund bio je jedan od rijetkih kandidata koji su se natjecali za ulazak u F1 za sezonu 2010. i ostale sljedeće sezone. Vjerovalo se da bi Alexander Wurz uskladio vlastitu konstruktorsku momčad sa sjedištem u Velikoj Britaniji, gdje bi vjerojatno unajmio prostor, dok bi sama momčad Team Superfund svoje sjedište imala u Austriji. Glavni sponzor momčadi bio bi Christian Baha, vlasnik Superfund grupe, dok bi bolidi koristili Cosworth motore.

## Privatni život
Wurz je u braku sa suprugom Julijom s kojom ima tri sina - Charlieja, Felixa i Oscara. Najmlađi Oscar rođen je 30. rujna 2007. Alexander Wurz na utrkama koristi dvije različito obojene cipele, no od povratka u Formulu 1 2007., prekinuo je s tim praznovjerjem.

## Zanimljivosti
Na Velikoj nagradi Singapura 2008., Wurz je vozio automobil hitne pomoći, jer je standardni vozač Jacques Tropenat bio bolestan.

## Trkački rezultati

### Ukupni rezultati u karijeri
| Sezona | Natjecanje                 | Momčad               | Utrka      | Prva startna mjesta | Pobj.      | Uk. bod.   | Uk. mjesto |
| ------ | -------------------------- | -------------------- | ---------- | ------------------- | ---------- | ---------- | ---------- |
| 1992.  | Njemačka Formula Ford 1600 | ?                    | ?          | ?                   | ?          | ?          | 1.         |
| 1993.  | Austrijska Formula 3       | ?                    | ?          | ?                   | ?          | ?          | 1.         |
| 1993.  | Njemačka Formula 3         | RSM Marko            | 16         | 0                   | 0          | 27         | 13.        |
| 1993.  | Masters Formula 3          | RSM Marko            | 1          | 0                   | 0          | –          | 17.        |
| 1994.  | Njemačka Formula 3         | G+M Escom Motorsport | 19         | 1                   | 3          | 219        | 2.         |
| 1994.  | Macau Grand Prix           | G+M Escom Motorsport | 1          | 0                   | 0          | –          | 15.        |
| 1994.  | Grand Prix de Monaco F3    | G+M Escom Motorsport | 1          | 0                   | 0          | –          | 10.        |
| 1994.  | Masters Formula 3          | G+M Escom Motorsport | 1          | 0                   | 0          | –          | 26.        |
| 1995.  | Njemačka Formula 3         | G+M Escom Motorsport | 15         | 0                   | 0          | 74         | 6.         |
| 1995.  | Britanska Formula 3        | G+M Escom Motorsport | 1          | 0                   | 0          | 4          | 21.        |
| 1995.  | Macau Grand Prix           | G+M Escom Motorsport | 1          | 0                   | 0          | –          | 7.         |
| 1995.  | Grand Prix de Monaco F3    | G+M Escom Motorsport | 1          | 0                   | 0          | –          | 6.         |
| 1995.  | Masters Formula 3          | ?                    | 1          | 0                   | 0          | –          | NC         |
| 1996.  | DTM                        | Joest Racing         | 20         | 0                   | 0          | 43         | 16.        |
| 1996.  | 24 sata Le Mansa           | Joest Racing (LMP1)  | 1          | 0                   | 1          | –          | 1.         |
| 1997.  | Formula 1                  | Benetton             | 3          | 0                   | 0          | 4          | 14.        |
| 1997.  | FIA GT prvenstvo           | AMG Mercedes         | 10         | 5                   | 1          | 25         | 10.        |
| 1998.  | Formula 1                  | Benetton             | 16         | 0                   | 0          | 17         | 8.         |
| 1999.  | Formula 1                  | Benetton             | 16         | 0                   | 0          | 3          | 13.        |
| 2000.  | Formula 1                  | Benetton             | 17         | 0                   | 0          | 2          | 15.        |
| 2001.  | Formula 1                  | McLaren              | Test-vozač | Test-vozač          | Test-vozač | Test-vozač | Test-vozač |
| 2002.  | Formula 1                  | McLaren              | Test-vozač | Test-vozač          | Test-vozač | Test-vozač | Test-vozač |
| 2003.  | Formula 1                  | McLaren              | Test-vozač | Test-vozač          | Test-vozač | Test-vozač | Test-vozač |
| 2004.  | Formula 1                  | McLaren              | Test-vozač | Test-vozač          | Test-vozač | Test-vozač | Test-vozač |
| 2005.  | Formula 1                  | McLaren              | 1          | 0                   | 0          | 6          | 17.        |
| 2006.  | Formula 1                  | Williams             | Test-vozač | Test-vozač          | Test-vozač | Test-vozač | Test-vozač |
| 2007.  | Formula 1                  | Williams             | 16         | 0                   | 0          | 13         | 11.        |
| 2008.  | Formula 1                  | Honda Racing F1      | Test-vozač | Test-vozač          | Test-vozač | Test-vozač | Test-vozač |
| 2009.  | Formula 1                  | Brawn GP             | Test-vozač | Test-vozač          | Test-vozač | Test-vozač | Test-vozač |
| 2009.  | 24 sata Le Mansa           | Peugeot Sport (LMP1) | 1          | 0                   | 1          | –          | 1.         |

### Rezultati u Formuli 1
(legenda) (Utrke označene debelim slovima označuju najbolju startnu poziciju) (Utrke označene kosim slovima označuju najbrži krug utrke)
| Godina | Motor                        | Šasija         | Motor                    | 1         | 2         | 3         | 4         | 5      | 6         | 7         | 8         | 9         | 10     | 11        | 12        | 13        | 14        | 15        | 16        | 17     | 18     | 19  | Uk. mjesto | Uk. bodova |
| ------ | ---------------------------- | -------------- | ------------------------ | --------- | --------- | --------- | --------- | ------ | --------- | --------- | --------- | --------- | ------ | --------- | --------- | --------- | --------- | --------- | --------- | ------ | ------ | --- | ---------- | ---------- |
| 1997.  | Mild Seven Benetton Renault  | Benetton B197  | Renault RS9 3.0 V10      | AUS       | BRA       | ARG       | SMR       | MON    | ŠPA       | KAN Odus. | FRA Odus. | VB 3      | NJE    | MAĐ       | BEL       | ITA       | AUT       | LUX       | JAP       | EUR    |        |     | 14.        | 4          |
| 1998.  | Mild Seven Benetton Playlife | Benetton B198  | Playlife GC37-01 3.0 V10 | AUS 7     | BRA 4     | ARG 4     | SMR Odus. | ŠPA 4  | MON Odus. | KAN 4     | FRA 5     | VB 4      | AUT 9  | NJE 11    | MAĐ Odus. | BEL Odus. | ITA Odus. | LUX 7     | JAP 9     |        |        |     | 8.         | 17         |
| 1999.  | Mild Seven Benetton Playlife | Benetton B199  | Playlife FB01 3.0 V10    | AUS Odus. | BRA 7     | SMR Odus. | MON 6     | ŠPA 10 | KAN Odus. | FRA Odus. | VB 10     | AUT 5     | NJE 7  | MAĐ 7     | BEL 14    | ITA Odus. | EUR Odus. | MAL 8     | JAP 10    |        |        |     | 13.        | 3          |
| 2000.  | Mild Seven Benetton Playlife | Benetton B200  | Playlife FB02 3.0 V10    | AUS 7     | BRA Odus. | SMR 9     | VB 9      | ŠPA 10 | EUR 12    | MON Odus. | KAN 9     | FRA Odus. | AUT 10 | NJE Odus. | MAĐ 11    | BEL 13    | ITA 5     | SAD 10    | JAP Odus. | MAL 7  |        |     | 15.        | 2          |
| 2005.  | McLaren Mercedes             | McLaren MP4-20 | Mercedes FO 110R 3.0 V10 | AUS       | MAL       | BHR TD    | SMR 3     | ŠPA    | MON TD    | EUR TD    | KAN       | SAD       | FRA    | VB        | NJE TD    | MAĐ TD    | TUR       | ITA       | BEL TD    | BRA TD | JAP    | KIN | 17.        | 6          |
| 2006.  | Williams F1 Team             | Williams FW28  | Cosworth CA2006 2.4 V8   | BHR TD    | MAL TD    | AUS TD    | SMR TD    | EUR TD | ŠPA TD    | MON TD    | VB TD     | KAN TD    | SAD TD | FRA TD    | NJE TD    | MAĐ TD    | TUR TD    | ITA TD    | KIN TD    | JAP TD | BRA TD |     | -          | -          |
| 2007.  | AT&T Williams                | Williams FW29  | Toyota RVX-07 2.4 V8     | AUS Odus. | MAL 9     | BHR 11    | ŠPA Odus. | MON 7  | KAN 3     | SAD 10    | FRA 14    | VB 13     | EUR 4  | MAĐ 14    | TUR 11    | ITA 13    | BEL Odus. | JAP Odus. | KIN 12    | BRA    |        |     | 11.        | 13         |

### Potpuni popis WEC rezultata
| Godina | Momčad        | Klasa | Šasija              | Motor                    | 1.    | 2.      | 3.      | 4.    | 5.      | 6.      | 7.    | 8.      | Bodovi | Poredak |
| ------ | ------------- | ----- | ------------------- | ------------------------ | ----- | ------- | ------- | ----- | ------- | ------- | ----- | ------- | ------ | ------- |
| 2012.  | Toyota Racing | LMP1  | Toyota TS030 Hybrid | Toyota 3.4 L V8 (Hybrid) | SEB   | SPA     | LMS Ret | SIL 2 | SAO 1   | BHR Ret | FUJ 1 | SHA 1   | 96     | 3.      |
| 2013.  | Toyota Racing | LMP1  | Toyota TS030 Hybrid | Toyota 3.4 L V8 (Hybrid) | SIL 4 | SPA Ret | LMS 4   | SAO   | COA     | FUJ 1   | SHA 2 | BHR Ret | 69.5   | 4.      |
| 2014.  | Toyota Racing | LMP1  | Toyota TS040 Hybrid | Toyota 3.7 L V8 (Hybrid) | SIL 2 | SPA 3   | LMS Ret | COA 6 | FUJ 2   | SHA 2   | BHR 1 | SAO 4   | 116    | 5.      |
| 2015.  | Toyota Racing | LMP1  | Toyota TS040 Hybrid | Toyota 3.7 L V8 (Hybrid) | SIL 4 | SPA 5   | LMS 6   | NÜR 6 | COA Ret | FUJ 6   | SHA 5 | BHR 3   | 79     | 6.      |

## Vanjske poveznice
- Službena web stranica Alexandra Wurza  Arhivirana inačica izvorne stranice od 25. srpnja 2008. (Wayback Machine)